# Kryterium zdolności płodu do życia poza organizmem matki

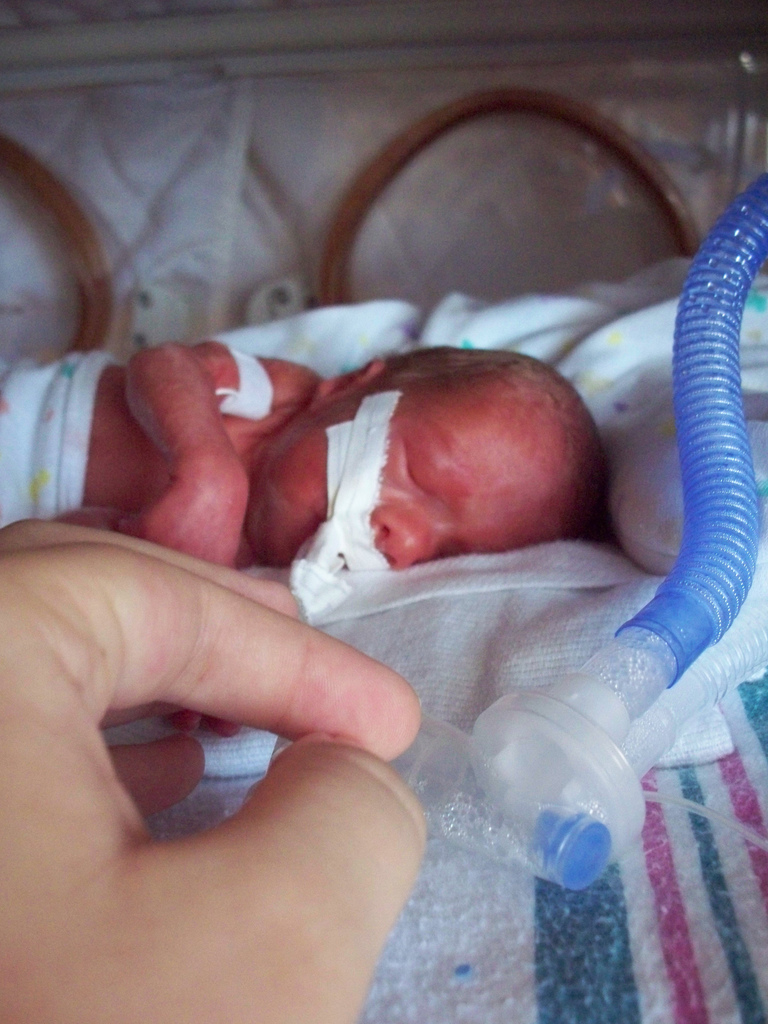
Obecnie o przeżyciu wcześniaków decyduje dostęp do specjalistycznej opieki medycznej, m.in. inkubatora

Kryterium zdolności płodu do życia poza organizmem matki (kryterium viability) – jedno z kryterium człowieczeństwa, zaliczane do kryteriów rozwojowych.

## Postać kryterium
Kryteria rozwojowe cechują się dynamicznym i funkcjonalnym charakterem. Wiążą się z uznaniem za cechę konstytuującą pewnej zdolności organizmu. W tym wypadku chodzi o zdolność do przeżycia poza organizmem matki. Można by to rozumieć jako zdolność płodu do przeżycia bez interwencji medycznych po porodzie (także drogą cięcia cesarskiego), jednakże istotny wpływ odgrywa tutaj powszechność wspomagania funkcji życiowych noworodków nie wypełniających ich w sposób wystarczający samodzielnie. Zakres i poziom intensywności interwencji medycznych ratujących życie wcześniaków podlega żywej dyskusji etycznej.

## Krytyka
Kryterium to jest krytykowane. Ma przecież stanowić o człowieczeństwie, o przynależności praw człowieka, o człowieku jako osobie, podczas gdy jego spełnienie w rzeczywistości wiąże się bardzo silnie z zewnętrznymi interwencjami medycznymi, które neonatologia może zaoferować noworodkowi. Właśnie to silne uzależnienie od rozwoju technologicznego stanowi przedmiot krytyki, jako że wydaje się przyznawać organizmowi ludzkiemu status moralny w zależności od miejsca, gdzie żyje, od istnienia w nim placówek medycznych i jakości oraz nowoczesności sprzętu, którym one dysponują. Na przykład w Polsce kryterium viability spełniają płody liczące sobie od 25 do 27 tygodni.